# Spencer Treat Clark
Spencer Treat Clark (Nueva York; 24 de septiembre de 1987) es un actor de cine y televisión estadounidense. Ha actuado en películas como Gladiator, Mystic River, El protegido y Glass, primera y tercera partes respectivamente de la trilogía Unbreakable.

## Biografía
Spencer Treat Clark nació el 24 de septiembre de 1987 en un suburbio en la ciudad de Nueva York; de pequeño asistió a la Hindley Elementary School y posteriormente estudió en el Taft School, en Connecticut. Asistió a la Universidad de Columbia de Nueva York donde estudió Ciencias políticas y económicas; obtuvo su diplomado en 2010. Es hermano de la también actriz Eliza Clark.

## Filmografía

### Cine
| Año  | Título                        | Personaje       | Director              | Notas |
| ---- | ----------------------------- | --------------- | --------------------- | ----- |
| 1999 | Double Jeopardy               | Matty (11 años) | Bruce Beresford       |       |
| 1999 | Arlington Road                | Grant Faraday   | Mark Pellington       |       |
| 2000 | El protegido                  | Joseph Dunn     | M. Night Shyamalan    |       |
| 2000 | Gladiator                     | Lucius          | Ridley Scott          |       |
| 2003 | Mystic River                  | Ray Harris      | Clint Eastwood        |       |
| 2005 | Loverboy                      | Paul (16 años)  | Kevin Bacon           |       |
| 2007 | Superheroes                   | Nick Jones      | Alan Brown            |       |
| 2007 | The Babysitters               | Scott Miral     | David Ross            |       |
| 2009 | The Last House on the Left    | Justin          | Dennis Iliadis        |       |
| 2010 | Camp Hope                     | Timothy         | George VanBuskirk     |       |
| 2012 | Deep Dark Canyon              | Nate Towne      | Abe Levy, Silver Tree |       |
| 2012 | Much Ado About Nothing        | Borachio        | Joss Whedon           |       |
| 2013 | The Last Exorcism Part II     | Chris           | Ed Gass-Donnelly      |       |
| 2014 | The Town That Dreaded Sundown | Corey Holland   | Alfonso Gómez-Rejón   |       |
| 2019 | Glass                         | Joseph Dunn     | M. Night Shyamalan    |       |
| 2022 | Weird: The Al Yankovic Story  | Steve Jay       | Eric Appel            |       |
| 2023 | Salem's Lot                   | Mike Ryerson    | Gary Dauberman        |       |

### Televisión
| Año        | Título                            | Personaje           | Notas              |
| ---------- | --------------------------------- | ------------------- | ------------------ |
| 1995       | It Was Him or Us                  | Jesse Pomeroy       |                    |
| 1995       | Long Island Fever                 | Tom McCarty         |                    |
| 1995       | It Was Him or Us                  | Jesse Pomeroy       |                    |
| 1995       | Another World                     | Steven Michael      | 1 episodio         |
| 1999       | Third Watch                       | Kyle                | 1 episodio         |
| 2004       | Law & Order: Special Victims Unit | Brian Coyle         | 1 episodio         |
| 2009       | The Good Wife                     | Kenny Chatham       | 1 episodio         |
| 2011       | Law & Order: Special Victims Unit | Greg Engels         | 1 episodio         |
| 2011       | The Closer                        | Jesse Dixon         | 1 episodio         |
| 2015, 2018 | Agents of S.H.I.E.L.D.            | Werner von Strucker | 8 episodios        |
| 2016-2019  | Animal Kingdom                    | Adrian Dolan        | 27 episodios       |
| 2018       | Criminal Minds                    | Jordan Halloran     | Episodio: «Ashley» |
| 2019       | Chilling Adventures of Sabrina    | Jerathmiel          | 1 episodio         |

## Premios y nominaciones
| Premio                           | Año  | Categoría                                                   | Trabajo nominado | Resultado |
| -------------------------------- | ---- | ----------------------------------------------------------- | ---------------- | --------- |
| Blockbuster Entertainment Awards | 2001 | Favorite Supporting Actor - Suspense                        | El protegido     | Nominado  |
| Young Artist Awards              | 2001 | Best Performance in a Feature Film - Supporting Young Actor | Gladiator        | Nominado  |
| Young Artist Awards              | 1997 | Best Performance in a Daytime Drama - Young Actor           | Another World    | Nominado  |
| Young Artist Awards              | 1996 | Best Performance by an Actor Under Ten - Television         | Another World    | Nominado  |